# Bartha Mór
Bartha Mór (Fehérgyarmat, 1831. március 30. – Gacsály, 1912. május 16.) református lelkész, szerkesztő.

## Élete
Teológiai tanulmányait Sárospatakon és Debrecenben végezte. Részt vett az 1848–49-es forradalom és szabadságharcban; futárként ő kézbesítette Görgeinek a fővezéri kinevezést. Először Máramarosszigeten, majd Szatmáron tanár, később Fülesden, Szamossályiban és Apán lett lelkész. 1895-ben vonult nyugalomba és Debrecenbe költözött. 1900-tól ismét Gacsályba ment lelkésznek. 1898–1900-ban a Debrecen című függetlenségi lapot szerkesztette, ahol Ady Endre is működött segédszerkesztőként. A szabadságharcban szerzett tapasztalatait és élményeit kéziratban maradt Önéletiratában örökítette meg. Kéziratait a debreceni egyházkerületi levéltár őrzi.

## Főbb művei
- Emlékezés gyakorló lelkészi pályámra (Debrecen, 1896)
- Március tizenötödike félszázados emlékünnepe (Debrecen, 1898).